# Střížovice (Dél-plzeňi járás)
Střížovice település Csehországban, a Dél-plzeňi járásban. Střížovice Únětice, Chlum, Nebílovy, Netunice, Chválenice és Řenče településekkel határos. Lakosainak száma 375 fő (2024. január 1.).

## Népesség
A település lakosságának változását az alábbi diagram mutatja:
| Lakosok száma | 458  | 438  | 506  | 414  | 347  | 325  | 394  | 389  | 384  | 375  |
|               | 1869 | 1890 | 1921 | 1950 | 1980 | 2001 | 2017 | 2019 | 2022 | 2024 |